# Neosartorya hiratsukae
Neosartorya hiratsukae är en svampart som beskrevs av Udagawa, Tsub. & Y. Horie 1991. Neosartorya hiratsukae ingår i släktet Neosartorya och familjen Trichocomaceae.   Inga underarter finns listade i Catalogue of Life.